# 한솥도시락
한솥도시락은 대한민국 1위 도시락 프랜차이즈 업체로 1993년 7월 7일 종로구청 앞에 1호점을 오픈하여 24년 동안 전국에 680여개의 점포를 운영하고 있다.
대부분 국내 도시락 프랜차이즈들이 100% 배달 서비스를 하고있었는데 한솥도시락은 국내 최초로 테이크아웃 도시락을 도입해 도시락가격을 낮춤으로써 고객들에게 큰 호응을 얻었다.
그러나 2000년부터 2008년동안 플라스틱 도시락 용기 제한으로 신규 가맹점을 확보하지 못하는 등의 위기를 맞긴 했지만,
매장 내 부대 상품 판매 확대, 점포 리뉴얼, 신메뉴 출시 등을 통해 지속적으로 성장해나가며 2017년부터 약 10년간 국내 매장을 3,000개로 확장해 나가는 것을 목표로 하고 있다.